# 過去ある喝采
『過去ある喝采』（かこあるかっさい、Twenty Plus Two）は、1961年に公開されたジョセフ・M・ニューマン監督によるアメリカ合衆国のミステリ映画である。1961年のフランク・グルーバーの小説を原作としている。

## キャスト
| 役名             | 俳優                     | 日本語吹替                             |
| 役名             | 俳優                     | フジテレビ版                           |
| ---------------- | ------------------------ | -------------------------------------- |
| トム・アルダー   | デビッド・ジャンセン     | 山内雅人                               |
| リンダ           | ジーン・クレイン         | 佐原妙子                               |
| ニッキー         | ダイナ・メリル           | 小原乃梨子                             |
| プレショット     | ジャック・オービュション | 今西正男                               |
| スローカム       | ウィリアム・デマレスト   | 安田隆                                 |
| ディラニー夫人   | アグネス・ムーアヘッド   | 麻生美代子                             |
| デイン           | ブラッド・デクスター     | 阪脩                                   |
| ハンジンガー     | ロバート・ストラウス     | 藤本譲                                 |
| ハービン         | モート・ミルズ           | 西山連                                 |
| プレシェットの父 | ウルフ・バーゼル         | 仲木隆司                               |
| ウッドソン夫人   | エラ・エスリッジ         | 島木綿子                               |
| 不明 その他      | N/A                      | 清川元夢 徳丸完 河野たみ 武川信        |
| 日本語版スタッフ |                          |                                        |
| 演出             | 演出                     | 本田保則                               |
| 翻訳             | 翻訳                     | 桐山洋一                               |
| 効果             | 効果                     | TFC                                    |
| 調整             | 調整                     | 中里勝範                               |
| 制作             | 制作                     | 東北新社                               |
| 解説             |                          |                                        |
| 初回放送         | 初回放送                 | 1971年11月23日 『夜の名画座』 正味83分 |